# 辺野古

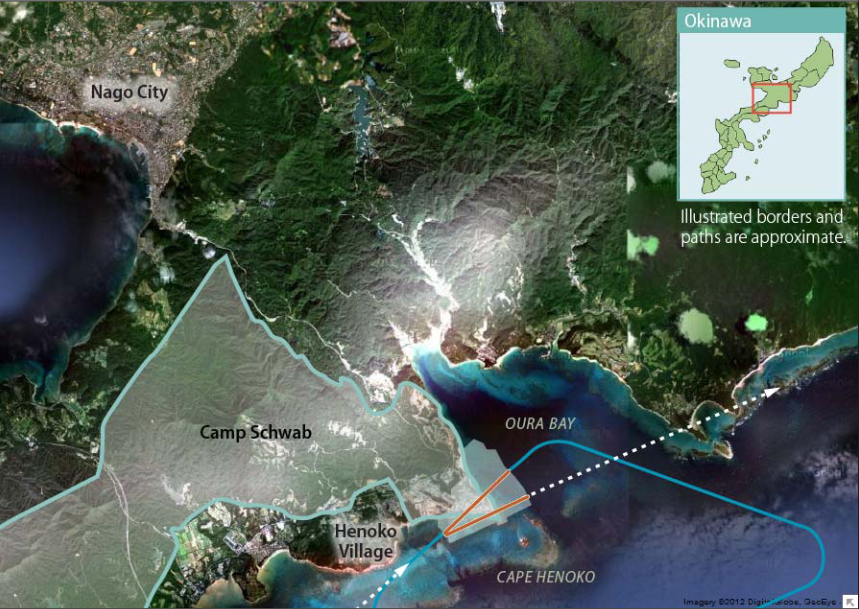
キャンプ・シュワブと辺野古弾薬庫と隣接し新基地が計画されている。

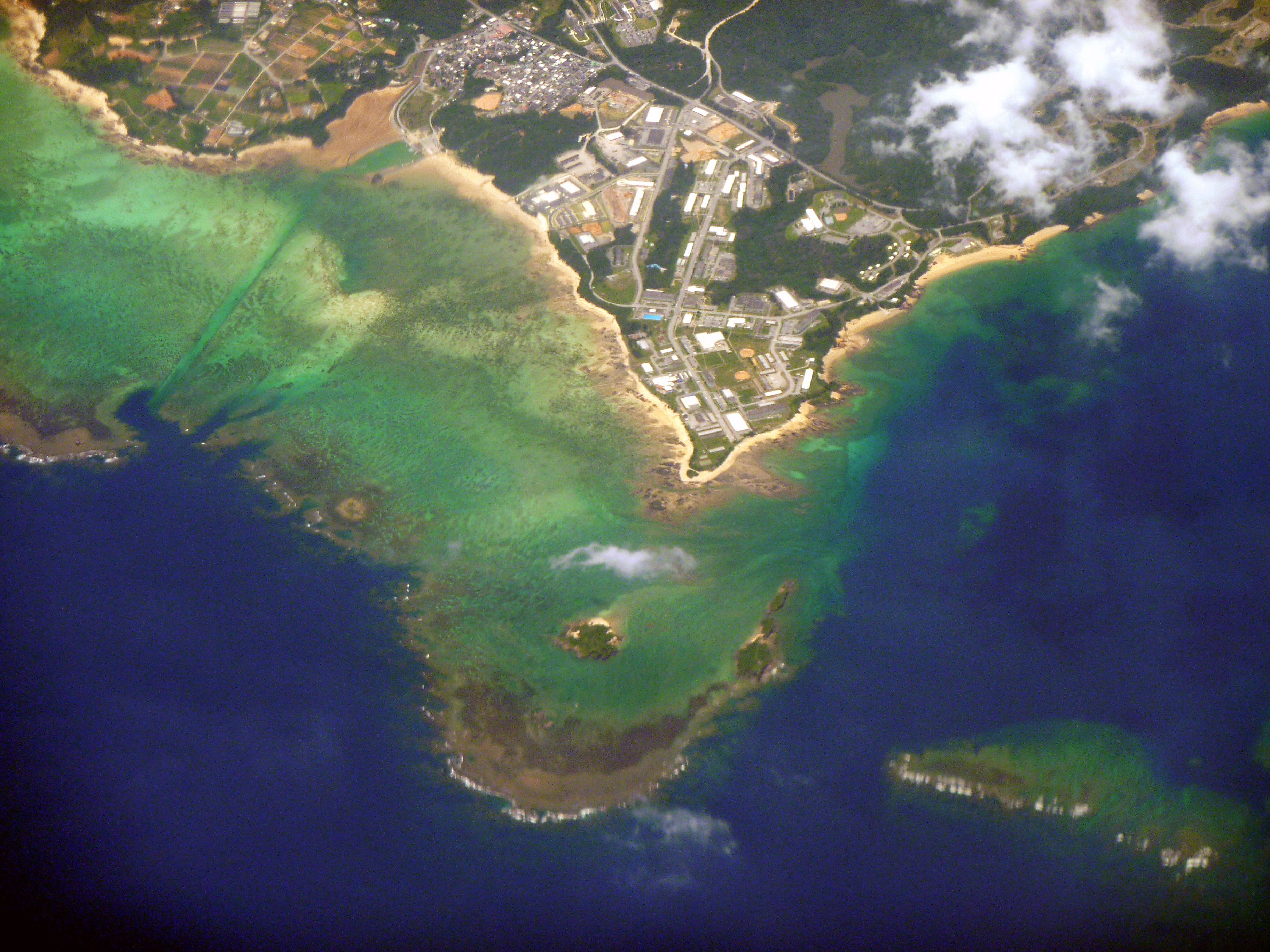
辺野古岬（岬の左側にある船溜まり付近に辺野古の集落が見える）

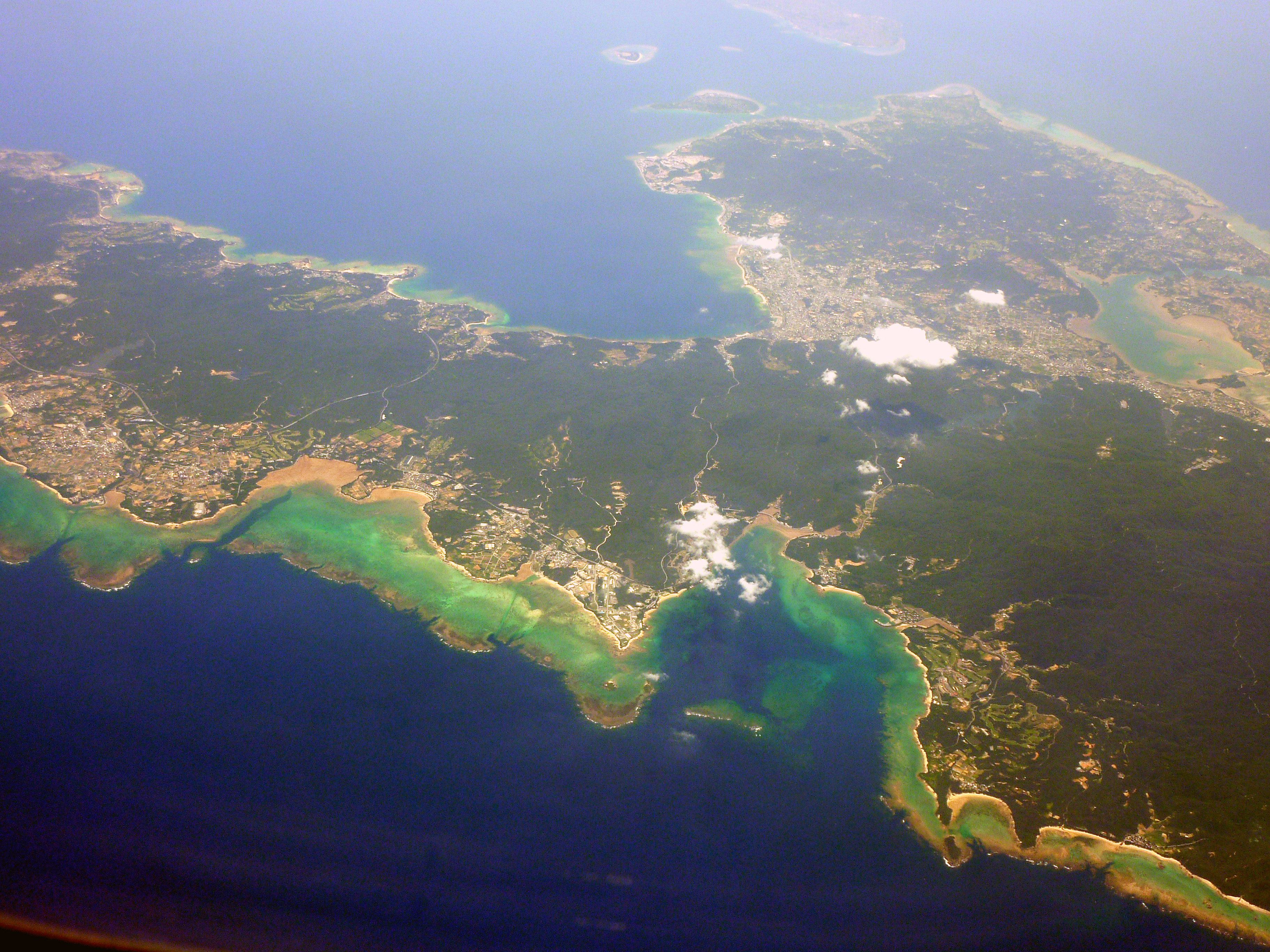
名護市周辺の遠景。中央下が辺野古岬

辺野古（へのこ、沖縄語：フィヌク）は、沖縄県名護市の東海岸側、久志地区にある一地域。総面積10.83 km2だが、現在その多くの区域を米海兵隊の二つの基地キャンプ・シュワブと辺野古弾薬庫によって占有されており、かつまた宜野湾市の普天間飛行場の代替施設建設のため大浦湾の埋め立てが進められている。

## 概要
名護市東部の久志地区に位置する辺野古区（ここでいう「区」は集落を表し、大字に相当する）の人口は、1,087世帯、1,776名。面積は10.83 km2だが、その多くが米海兵隊の基地であるキャンプ・シュワブと辺野古弾薬庫となっている。北側の二見と南側の豊原と隣接する。しかし二見と豊原をつなぐ道はキャンプ・シュワブを横断する国道329号のみである。世富慶・数久田とも隣接するが、シュワブによって大きく分断されているため直接の往来は不可能である。世富慶とは二見経由で往来できる。沖縄県唯一の高等専門学校である沖縄工業高等専門学校が設置されている。

## 歴史

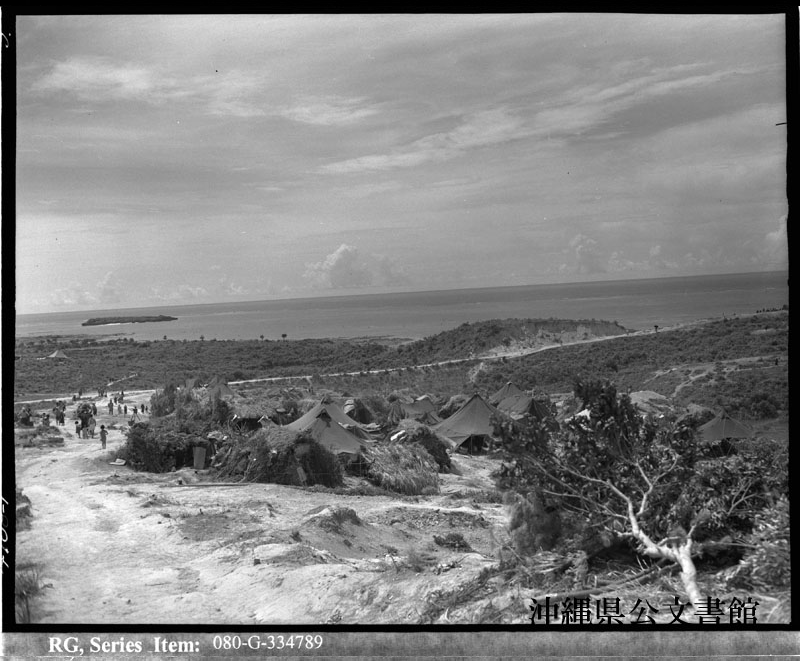
大浦崎収容所

貝塚時代の遺物がキャンプ・シュワブ内のヤニバマ遺物散布地や思原貝塚で確認されているが、基地内のため調査は進んでいない。辺野古区には現在確認されているだけでも思原遺跡、 大又遺跡、思原長佐久遺物散布地、思原石器出土地、ヤニバマ遺物散布地、美謝川集落関連遺跡群、大浦崎収容所跡、長崎兼久遺物散布地の8遺跡があるが、基地内や埋め立て予定地のため発掘作業もままならず、また基本的に発掘された遺物も基地から持ちだす事はできない。

15世紀以降の琉球王朝第二尚氏の時代になると「国頭方東海道」とよばれる宿道が整備された。『琉球国絵図』(1646年)によると、首里城から北上し一里（約4 km）ごとに築かれた第12番目の塚が「辺野古の一里塚」であり、1997年にキャンプ・シュワブのゲート外側に移築と復元が行われた。

### 沖縄戦と大浦崎収容所
1945年4月5日、米軍が辺野古区長崎原に駐留。6月には米軍が捕らえた伊江村、今帰仁村、本部町の住民を強制収容するための大浦崎収容所を設営した。最大で2万5千人が収容され、戦傷や飢餓とマラリヤなどの病気で多くの命が奪われた北西部の最も劣悪な収容所のひとつであった。移送された住民は、ほとんど立木も無い不毛に等しい荒地におかれ、米軍支給のテントも十分ではなく「食料飢饉は深刻で、海に出て海藻を食べ、山へ行って食えそうな木の葉や草の葉を手あたり次第につみ取って食べた」状態であった。大浦崎での住民の強制収容は一年間続いた。その後、宜野座村側の収容所共同墓地（シブタ共同墓地）では1980年代に大がかりな遺骨収集も行われたが、大浦崎収容所に関しては、収容所消滅から10年後の1956年に再びキャンプ・シュワブとして再接収されたため、墓所の特定と遺骨収集は極めて困難な状態に置かれている。沖縄県平和祈念資料館の資料では、大浦崎に関連する犠牲者は304人ほど確認されているが、墓所の確認はできていない。

### 朝鮮戦争とキャンプ・シュワブ基地建設
1955年1月28日、米軍の統治機関琉球列島米国民政府は久志村に対して辺野古岳と久志岳の山林で実弾演習を行うことを通達する。しかし伝統的に炭焼きや樟脳作りなど、林業による生活に頼ってきた住民は、実弾演習で生活の糧である山林が入山禁止となったり焼失してしまうだろうという強い懸念から、演習に反対する。3月4日、民政府はいったんは反対を受け演習地使用を取りやめるが、7月22日には山林を軍用地として接収すると通知し「もしこれ以上反対を続行するならば、部落地域も接収地に線引きして強制立退き行使も辞さず、しかも一切の補償も拒否する等と強硬に勧告」してきた。朝鮮戦争の勃発以来、沖縄はいまや伊江島や宜野湾市伊佐浜の土地の強制接収「銃剣とブルドーザー」の時代の只中にあった。厳しい状況のさなか、住民は黙認耕作の許可など様々な条件を米軍に要求した。1956年11月、突如、土地委員の一人が民政府の依頼をうけ極東放送で受け入れを発表すると、翌月12月20日、米軍はさらに新規接収を発表した。
1956年12月28日、ライカム（軍司令部）事務所で久志村長と土地使用契約が締結されると、翌29日には辺野古区事務所で村側に海兵隊ハリー・アップル少佐らが出席して、軍用地賃貸契約に至るまでの経過を報告し、土地の賃貸契約期間は5年、適正補償とすべての損害賠償の責任を負う、赤線内でも農耕のできる箇所は農耕させ、また薪炭の収め入れもできるだけ許す、といった村側の条件が確認された。

工事は大阪の錢高組が受注し、キャンプ・シュワブの工事は1959年8月にほぼ完成した。この時期、海岸沿いの旧集落に加えて、山を切り開いて山手に新集落が造成され、基地建設作業員のための飲食街がつくられた。完成後は「辺野古社交街」として基地の歓楽街となった。

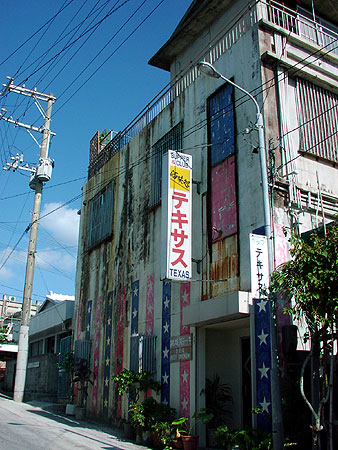
「辺野古社交街」の面影を残す建物

基地には地下式の極東地域で最も優秀な弾薬貯蔵庫があり、アメリカ陸軍の核貯蔵所もあると言われていた。

### ベトナム戦争と辺野古
1960年代のベトナム戦争当時、特に65年から75年にかけて米軍の戦地への出撃拠点ともなっていたキャンプ・シュワブで、隣接する辺野古の町は米軍歓楽街「辺野古社交街」アップルタウンとして大いに賑わった。バーやレストランは200軒以上あったとも言われており、沖縄本島からだけではなく奄美からも多くの人が辺野古に移住した。繁栄の一方、泥沼化するベトナム戦争のさなか、米兵とのトラブルも絶えず、また沖縄の警察は憲兵隊 (MP) の許可がなければ介入することもできないため、辺野古の住民は旧集落の青年会を中心とした独自の自警団を組織し地域をまもろうとした。また、当初の条件にもかかわらず、実質的に基地への立ち入りは厳しく制限されたため、林業はその経済的な足場を失った。
ベトナム戦争後は、異常なドル高を背景とした基地による経済繁栄は見込むことができなくなった。辺野古社交街は、現在その多くが閉店しているが、街の雰囲気はベトナム戦争当時の面影を残しかつての繁栄をしのばせている。

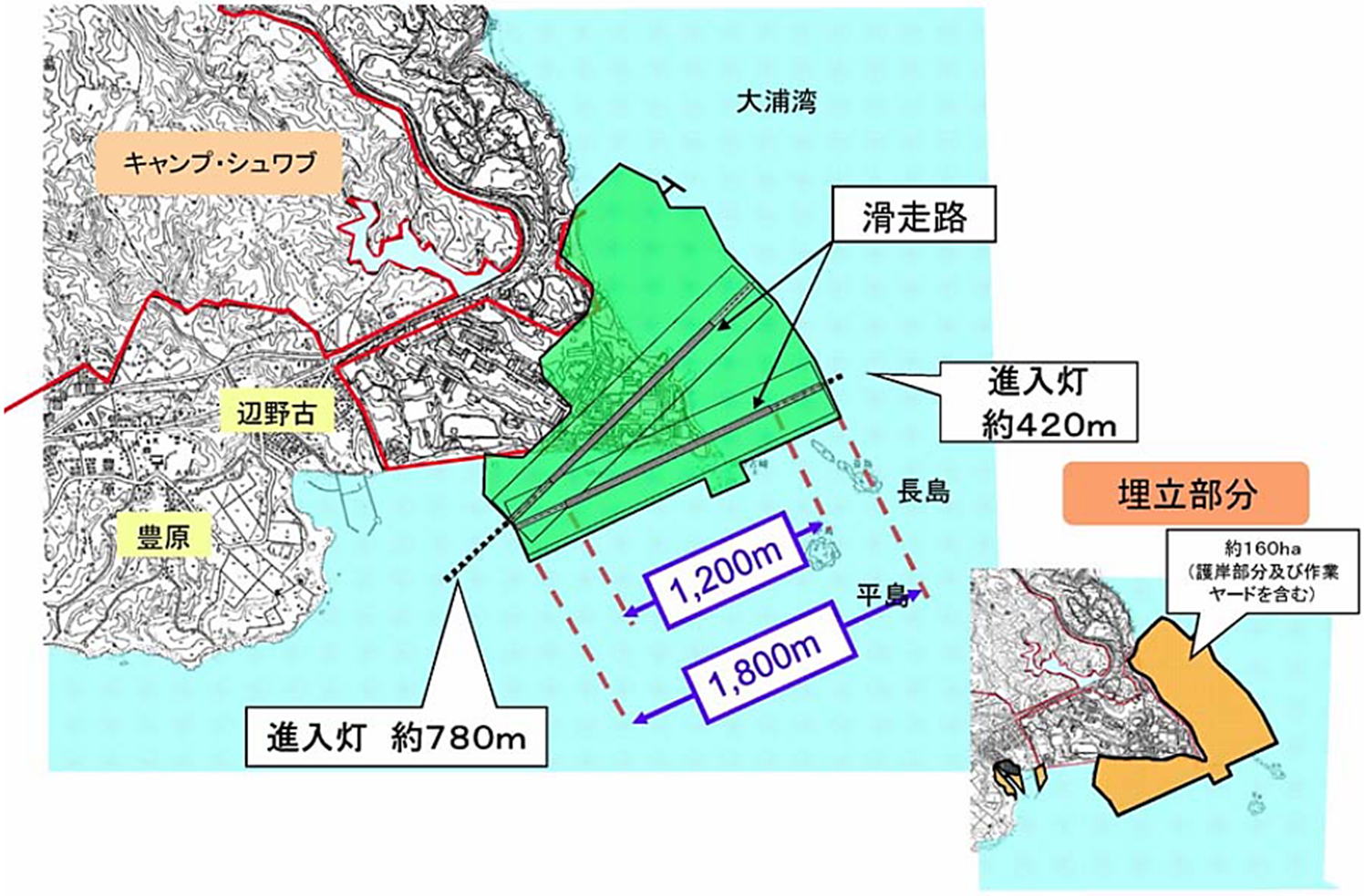
辺野古の埋め立て計画

### 普天間飛行場代替施設と辺野古
現在、ここから海側にかけて新基地建設に反対する座り込みや抗議が行われている。沿岸は沖縄屈指の藻場とサンゴ礁がひろがる。絶滅危惧IA類のジュゴンが生息し、甲殻類だけでも36種の新種と25種の日本初記録種が発見された生物学的に貴重な地域である。また、絶滅危惧種であるアオサンゴの大規模な群落も発見されている。
計画に先立ち、防衛省によって海底ボーリング調査が実施されました。その結果、海底の深い層に70メートル以上にわたって広範囲に軟弱地盤が存在することが明らかになりました。しかし、防衛省はこの事実を公表しないまま計画を進め、沖縄県の仲井真知事による埋め立て承認が行われた後、マスコミによってその情報が報道され、問題となっています。
2015年10月、菅官房長官は辺野古・豊原・久志の3区に対して、名護市を介さず振興費を直接支給する仕組みを検討中であることを表明した。

## 施設
- 沖縄の米軍基地
  - キャンプ・シュワブ
  - 辺野古弾薬庫
- 国立沖縄工業高等専門学校（2004年開校）
- 辺野古テレビ中継局（ミニサテライト局）

## 交通

### 道路
- 国道329号
- 沖縄県道13号線

### 路線バス
かつては沖縄バスの久志バスターミナル（久志出張所）があり、沖縄本島中部・那覇方面へ向かう久志線をはじめ、名護市街方面への名護 - 辺野古線、辺野古以北の久志地域内および東村方面へのバス路線（辺野古 - 平良線、天仁屋線、嘉陽線）がそれぞれ運行され、久志地域の交通の結節点だった。しかし、久志地域の過疎化で二見以北の現在の国道331号（当時は県道名護国頭線）を通るバス路線を中心に赤字路線となったため、まず那覇方面の久志線の一部と名護市街方面の名護 - 辺野古線が統合し「辺野古経由名護東線」とし、その後久志地域内および東村方面の3路線を統廃合させ名護バスターミナル発着に切り替えた。そして一部が残っていた久志線も1995年（平成7年）に那覇バスターミナル - 具志川市（現在のうるま市）安慶名の区間に路線短縮され「安慶名線」となり（のちに廃止）、久志バスターミナルは廃止された。
現在は沖縄バスの77番・名護東（辺野古）線が1時間に1、2本程度運行されており、那覇バスターミナルと名護バスターミナルを結んでおり、さらに2009年（平成21年）10月26日より名護バスターミナルと赤道十字路を結ぶ22番・名護 - うるま線が1日4本（平日）運行されている。両系統とも辺野古、沖縄高専入口、第二ゲイトの3つのバス停に停車する。なお、二見以北は二見で乗り換えだが本数はさらに少ない。

## 出身著名人
- 黒木メイサ[17]
- 大城美佐子 - 琉球民謡歌手

## 撮影が行われた作品
- 『友よ、静かに瞑れ』 - 1985年（昭和60年）公開の映画。架空の集落（多満里（たまり）地区）に関する撮影が行われた。作中には商店街「シュワブ・ストリート」も映っている。
- 『ホテル・ハイビスカス』 - 2003年（平成14年）公開の映画。舞台となるホテル（と称する民宿）など複数の場所での撮影が行われた[18][19]。
- 『国葬の日』 - 2023年（令和5年）公開のドキュメンタリー映画。辺野古ゲート前の座り込みやトラックのシーンが数回登場する。